# Morecambe and Heysham
Il Municipal Borough of Morecambe and Heysham, noto più semplicemente come Morecambe and Heysham, Fu un borough municipale inglese del Lancashire, in Inghilterra. Fu formato nel 1928 dalla fusione del Morecambe Municipal Borough e dell'Heysham Urban District, e abolito nel 1974 quando fu assorbito nel distretto della Città di Lancaster. Nel 1961 aveva una popolazione di 40 228 abitanti.